# Nunca pasa nada
Nunca pasa nada è un film del 1963 diretto da Juan Antonio Bardem.